# Escola de Notre-Dame

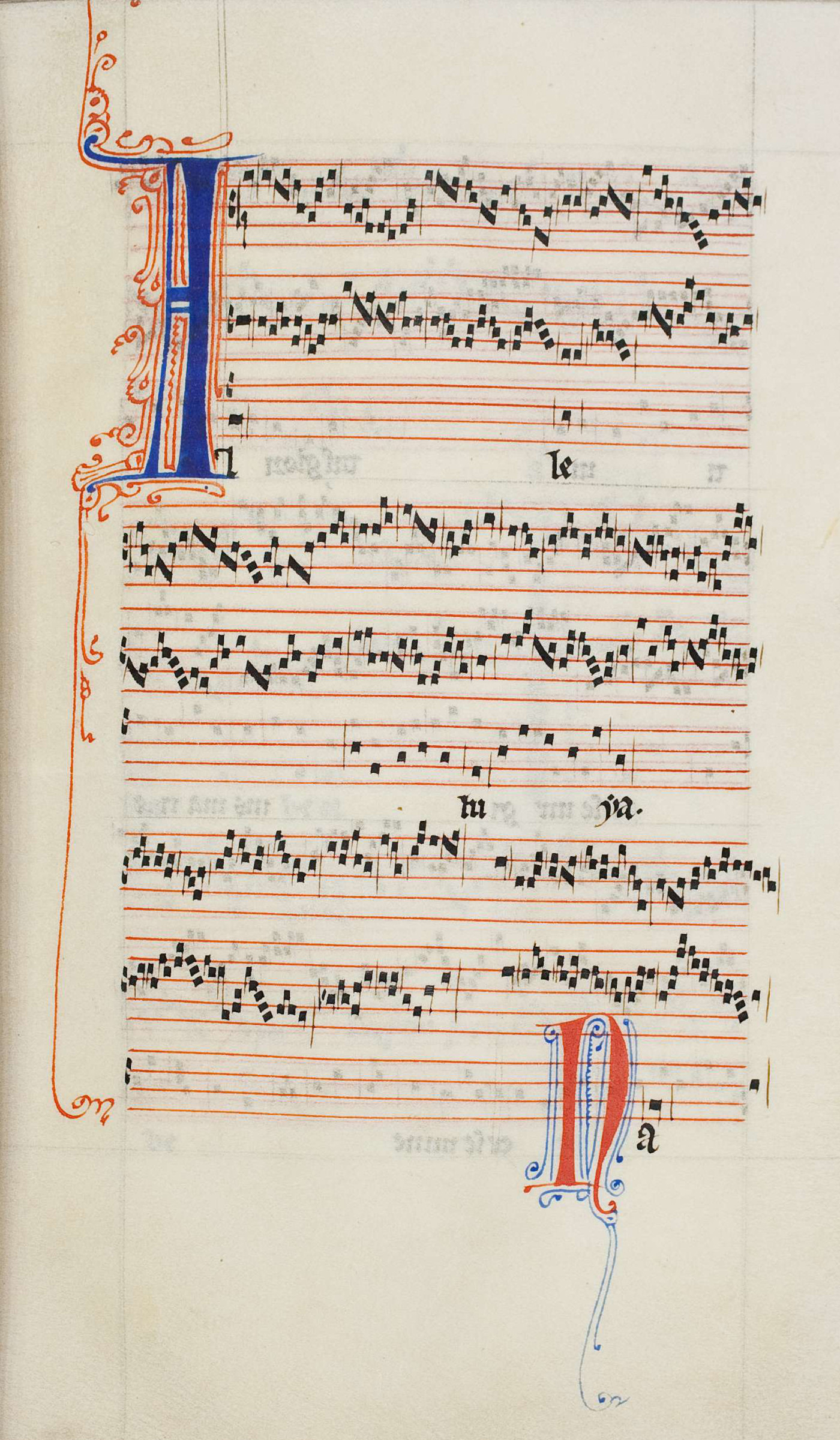
Perotin: Alleluia nativitas from Codex Guelf.1099

Designa-se por Escola de Notre-Dame um grupo de compositores que viveram em Paris, entre os séculos XII e XIII, que se especializaram em música sacra polifónica e cuja obra foi registrada no Magnus Liber Organi ou "Grande Livro dos Órgãos". De entre aqueles compositores, destacam-se Léonin e Pérotin. Este repertório está associado à Catedral de Notre-Dame de Paris, então recém construída. O novo repertório polifônico foi de uma grandeza e complexidade sem precedentes.
Recentemente tanto a atribuição foi posta em dúvida, como a própria existência do Magnus Liber. Além disso também chegou-se à conclusão que este repertório não foi criado já em notação musical. Primeiramente esta polifonia deve ter sido improvisada e/ou composta oralmente antes de ter sido anotada em papel. Isto porque os primeiros manuscritos que registram este repertório datam de 1240, décadas depois deste repertório ter sido criado. Uma criação importantíssima foi o sistema de Modos Rítmicos, o primeiro passo da música ocidental para o registro dos ritmos, isto é, um tipo de escrita que possibilitava a determinação a duração do som no tempo.